# Notophthiracarus curiosus
Notophthiracarus curiosus är en kvalsterart som beskrevs av Wojciech Niedbała 1998. Notophthiracarus curiosus ingår i släktet Notophthiracarus och familjen Phthiracaridae. Inga underarter finns listade i Catalogue of Life.